# Drei Türme (Rätikon)

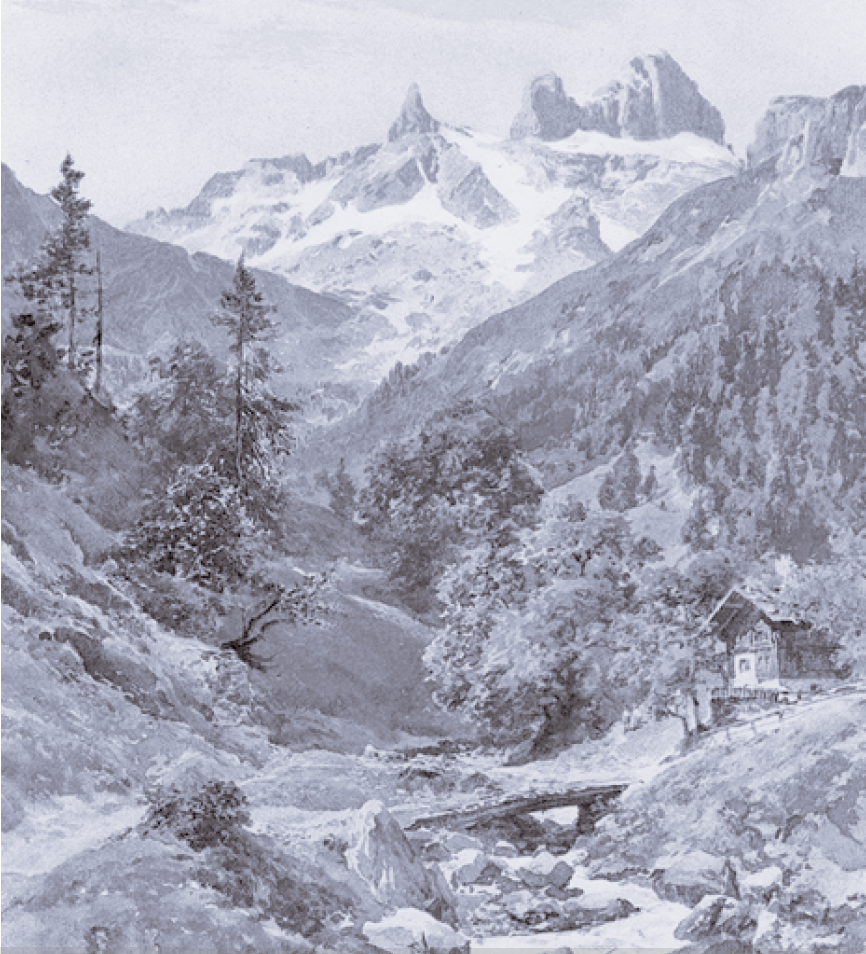
Blick auf die Drei Türme vom Gauertal (Edward Theodore Compton)

Die Drei Türme, auch genannt «Dri Türm» und Drei Drusentürme, sind drei Gipfel in der Drusenfluhgruppe. Sie liegen im Rätikon, einem Gebirge der westlichen Zentralalpen und bilden eine von Nordwesten nach Südosten verlaufende Bergkette.
Der Hauptgipfel der Türme ist die fünfthöchste Erhebung im Rätikon. Der Vermessungspunkt auf dem Gipfel des Kleinen Turms liegt auf der Staatsgrenze zwischen dem österreichischen Bundesland Vorarlberg und dem Schweizer Kanton Graubünden. Mittlerer und Großer Turm gehören dagegen zu Vorarlberger Gebiet. Ihren höchsten Punkt erreichen sie mit dem 2830 Meter hohen Großen Turm. Nach Süden hin bilden die Drei Türme senkrechte, bis 600 Meter hohe Wände. Einige dieser Südanstiege gehören zu den bedeutendsten alpinistischen Kletterrouten des Rätikons. Über eine Erstbesteigung im 19. Jahrhundert liegen in der Literatur keine gesicherten Angaben vor.
Die wie gefräst erscheinende Sporerplatte an der Nordseite von großem und mittlerem Turm ist das Ergebnis eines gewaltigen Bergsturzes, dessen Spuren noch heute sichtbar sind. In der Parzelle Gauen, mehrere Kilometer von der Sporerplatte entfernt, liegen bis zu hausgroße Felsbrocken, die von den Drei Türmen stammen.
Unter dem vom kleinen Turm nach Nordosten herabstreichenden Grat befindet sich die mit etwas Kletterei erreichbare Sporahöhle. Diese besteht aus einem waagerecht in den Berg hineinziehenden, hohen Gang, der an seinem Abschluss in einen Schacht, dessen Öffnung in den Sporatobel mündet, übergeht. Die mehrere Meter große Öffnung kann im Winter überschneit sein, weshalb man diesen Bereich bei der Begehung des Tobels mit entsprechender Vorsicht passieren sollte. Der auffällige Sporaturm (2489 m) steht auf dem erwähnten Grat. Über den Sporersattel an seinem Südwestfuß führt der Normalanstieg.

## Umgebung
Die Drei Gipfel gehören zur Drusenfluhgruppe, die einen etwa vier Kilometer langen scharf geschnittenen mächtigen Grat von Nordwesten nach Südosten bildet. Der Hauptgipfel der Drei Türme liegt nordwestlich, 200 Meter südöstlich folgt der Mittlere Turm und davon weitere 300 Meter entfernt, getrennt durch ein schmales Firnfeld, der Kleine Turm. Im Nordwesten erstreckt sich das Eistobel mit einem kleinen Gletscher bis in eine Höhe von 2638 Metern, kurz unterhalb des Hauptgrats der Drusenfluhgruppe. Im Südosten liegt das im Sommer oft schneefreie Sporer- oder Sporatobel. Benachbarter Berg ist im Nordwesten, im Verlauf des Hauptgrats, getrennt durch das Eisjöchle auf 2638 Metern Höhe, die 2827 Meter hohe Drusenfluh.
Im Südwesten beginnt im Gratverlauf, getrennt durch den Wegübergang Drusentor (2341 m), die Sulzfluhgruppe mit der 2817 Meter hohen Sulzfluh. Erwähnenswerte Gipfel im Nordosten und Südwesten gibt es nicht.
Der Große Turm besitzt eine starke geografische Dominanz. Dadurch bietet er eine hervorragende Aussicht, die bei klarer Luft bis zum 190 km entferntem Weisshorn in den Walliser Alpen reicht. Nächstgelegene dauerhaft bewohnte Siedlungen sind das gut sechs Kilometer Luftlinie im Südwesten liegende Schiers in Graubünden und das 8 km nordwestlich gelegene Vorarlberger Latschau, eine Parzelle von Tschagguns im Montafon.

## Höhen der Drei Türme
(nach den Angaben der Landeskarte der Schweiz 1:25'000)
- Großer Turm: 2830 m
- Mittlerer Turm: 2782 m
- Kleiner Turm: 2754 m

## Stützpunkte und Besteigung
Als Stützpunkt für eine Besteigung der Türme von Nordosten her dient die Lindauer Hütte auf 1744 Metern Höhe im oberen Gauertal, im unteren Gauertal steht das Gauertalhaus zur Verfügung. Für die Klettertouren durch die Südwände von Drusenfluh und Sulzfluh ist die auf 2236 Metern Höhe gelegene Carschinahütte unterhalb der Südwestwand der Sulzfluh, nördlich oberhalb von St. Antönien in Graubünden, der geeignete Stützpunkt.
Der Normalweg auf den Großen Turm führt über den Drusentorweg aus zunächst nordöstlicher, dann südöstlicher Richtung kommend über den Sporersattel und -tobel zum Gipfel. Von der Lindauer Hütte aus beträgt die Gehzeit, laut Literatur, bis 3½ Stunden. Im Spätwinter gilt diese Route als anspruchsvolle Tour für Skibergsteiger. Eine Alternative, mit der sich die Schlüsselstelle des Normalanstieges am Sporasattel umgehen lässt, erlaubt eine Rundtour und führt durch das Öfatal und den unterhalb der Sporerplatte befindlichen «Tiergarten» zum Sporatobel. Die Kletterrouten durch die Südwände der Drei Türme wurden seit den 1950er Jahren eröffnet. Die Schlüsselstellen der in der Literatur als «Genusskletterei» bezeichneten Fahrten liegen dabei in den Schwierigkeitsgraden UIAA V bis VII+. Der Klettergarten der Lindauer Hütte befindet sich an den Nordostabstürzen des Tiergartens, am Ostfuß des Drei-Türme-Massivs.

## Bilder

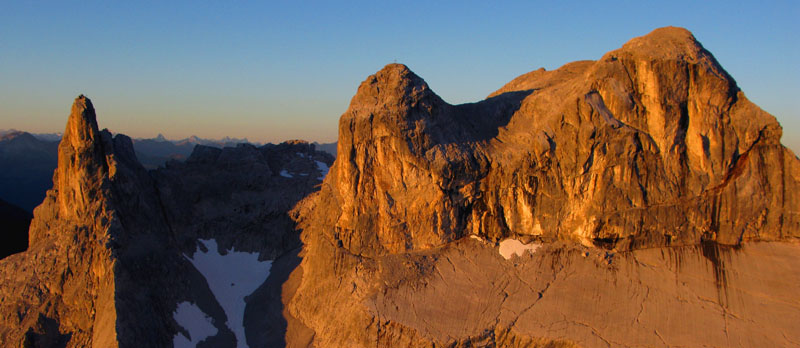
Die Drei Türme bei Sonnenaufgang
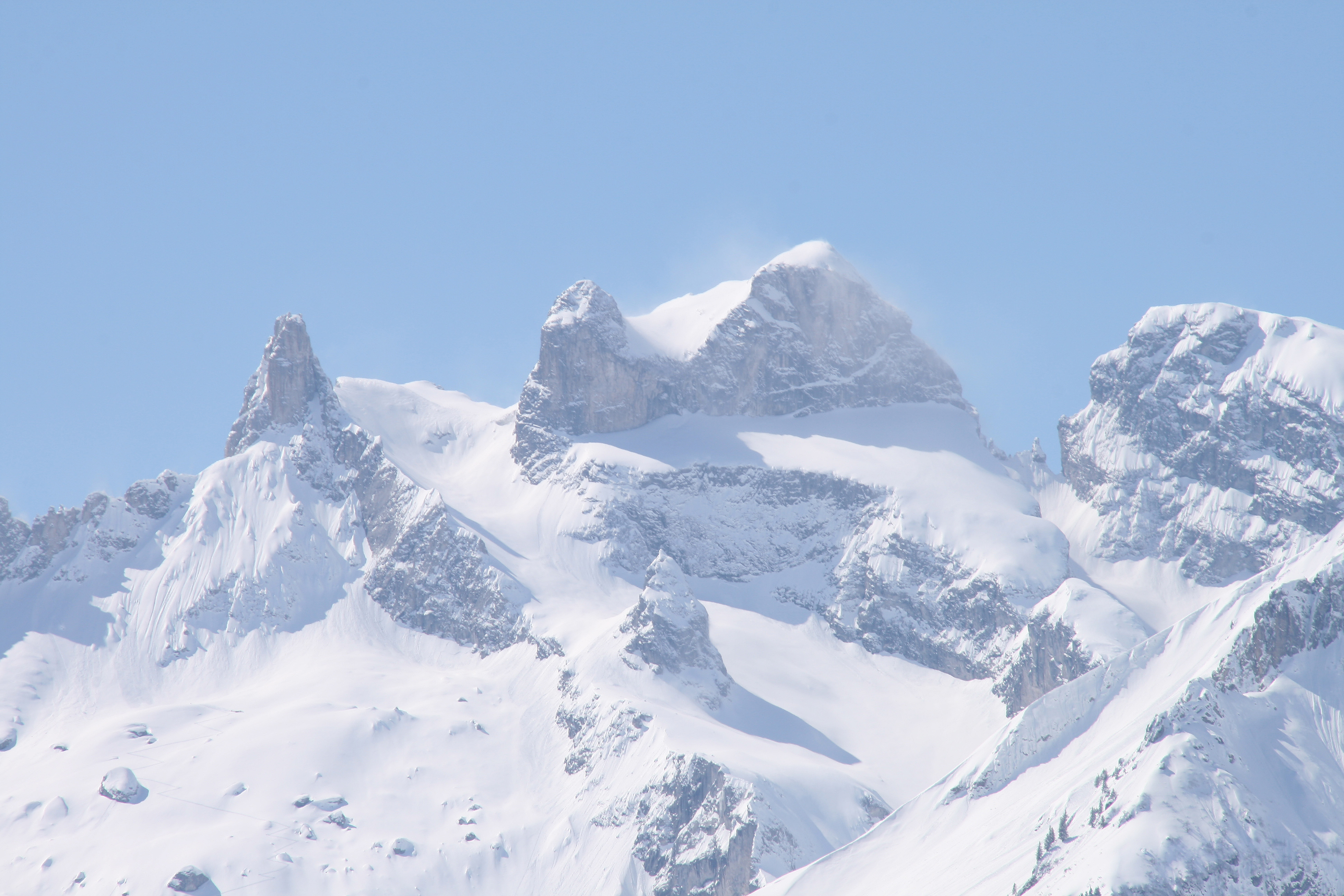
Der Sporasattel und der spitze Sporaturm in der Mitte der unteren Bildhälfte. Rechts gut sichtbar: das Eisjöchle mit dem „Sauzahn“
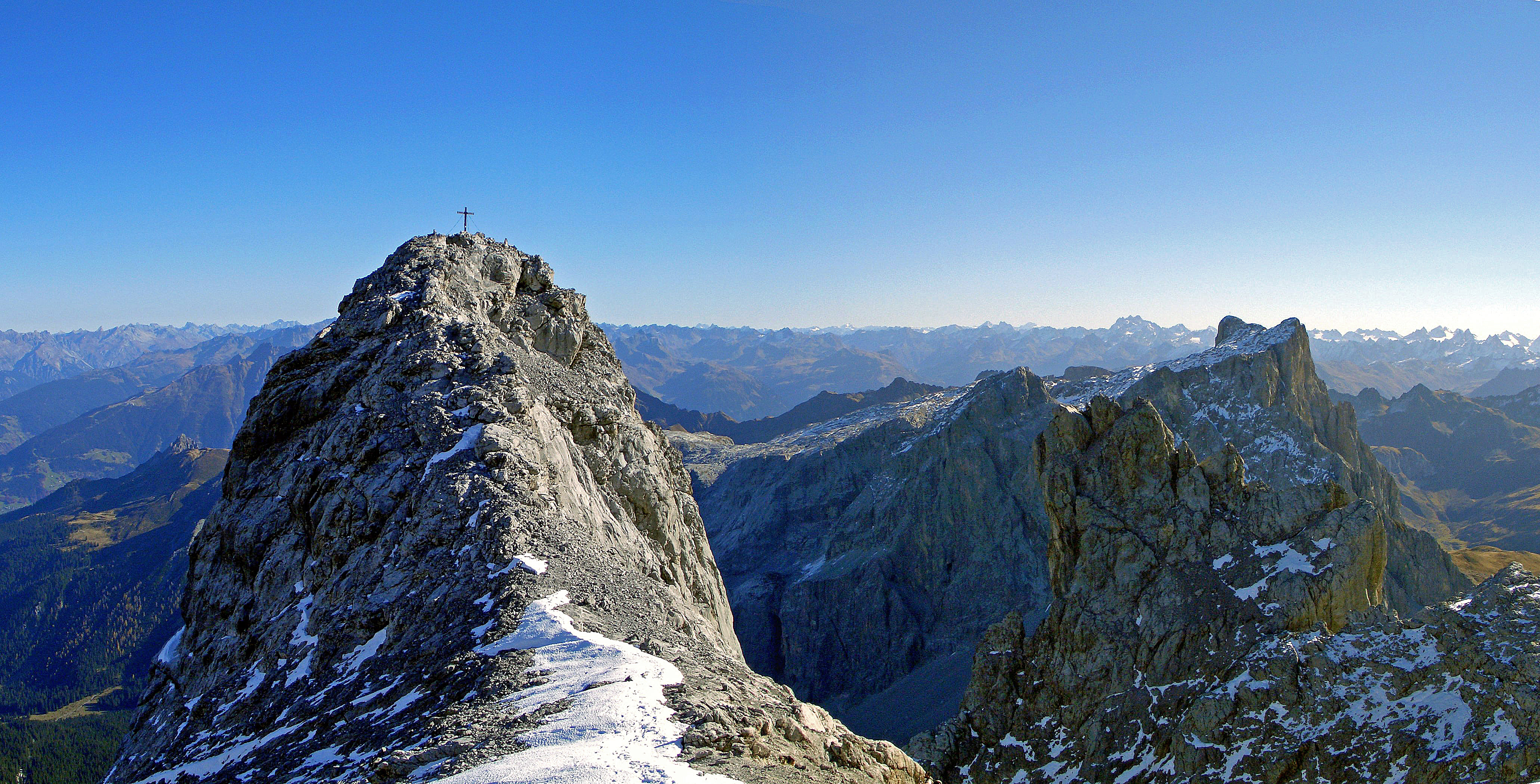
Mittlerer Drusenturm, rechts die Sulzfluh, davor der kleine Turm
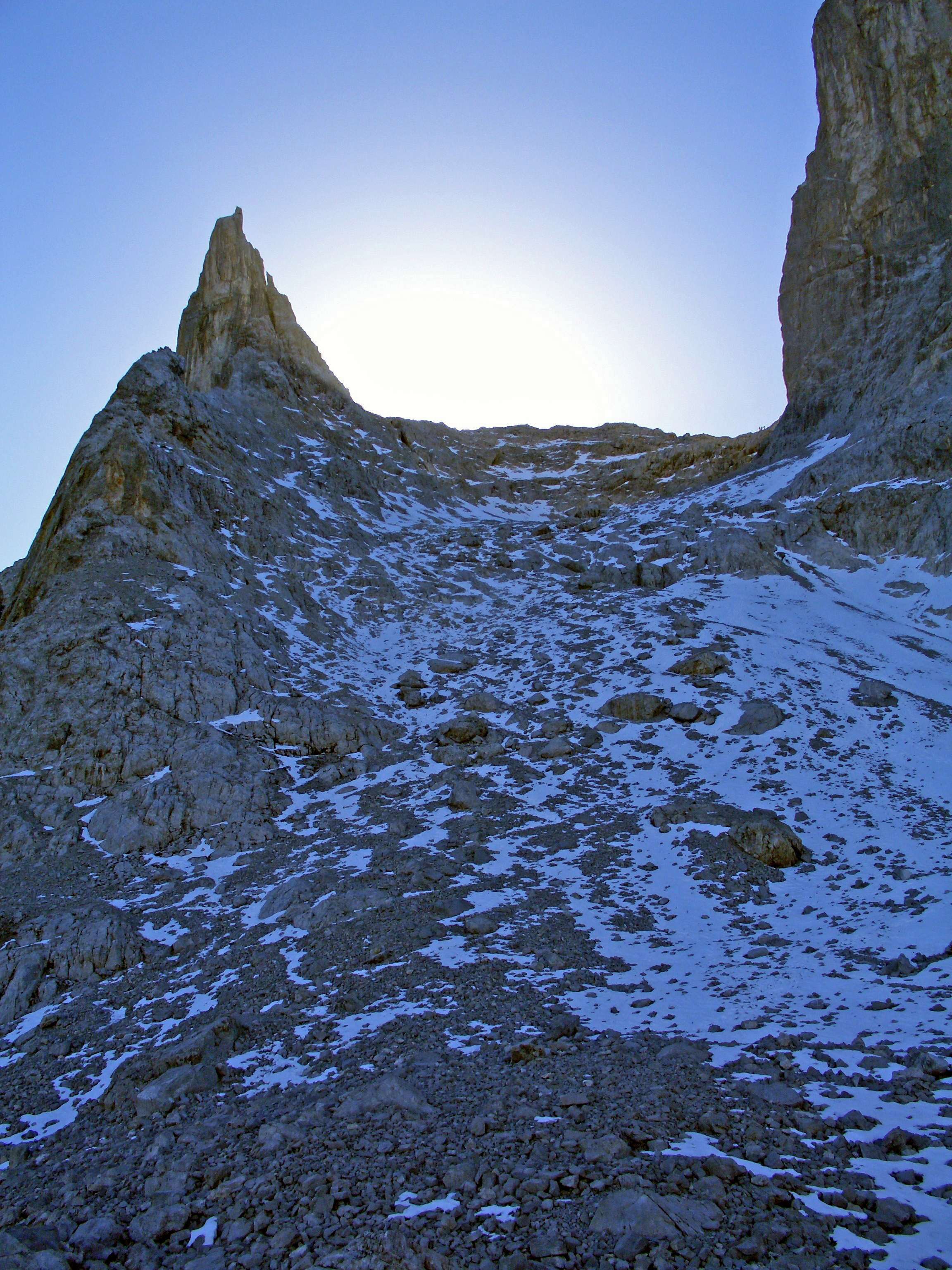
Im Sporatobel, die Felsnadel links ist der kleine Turm
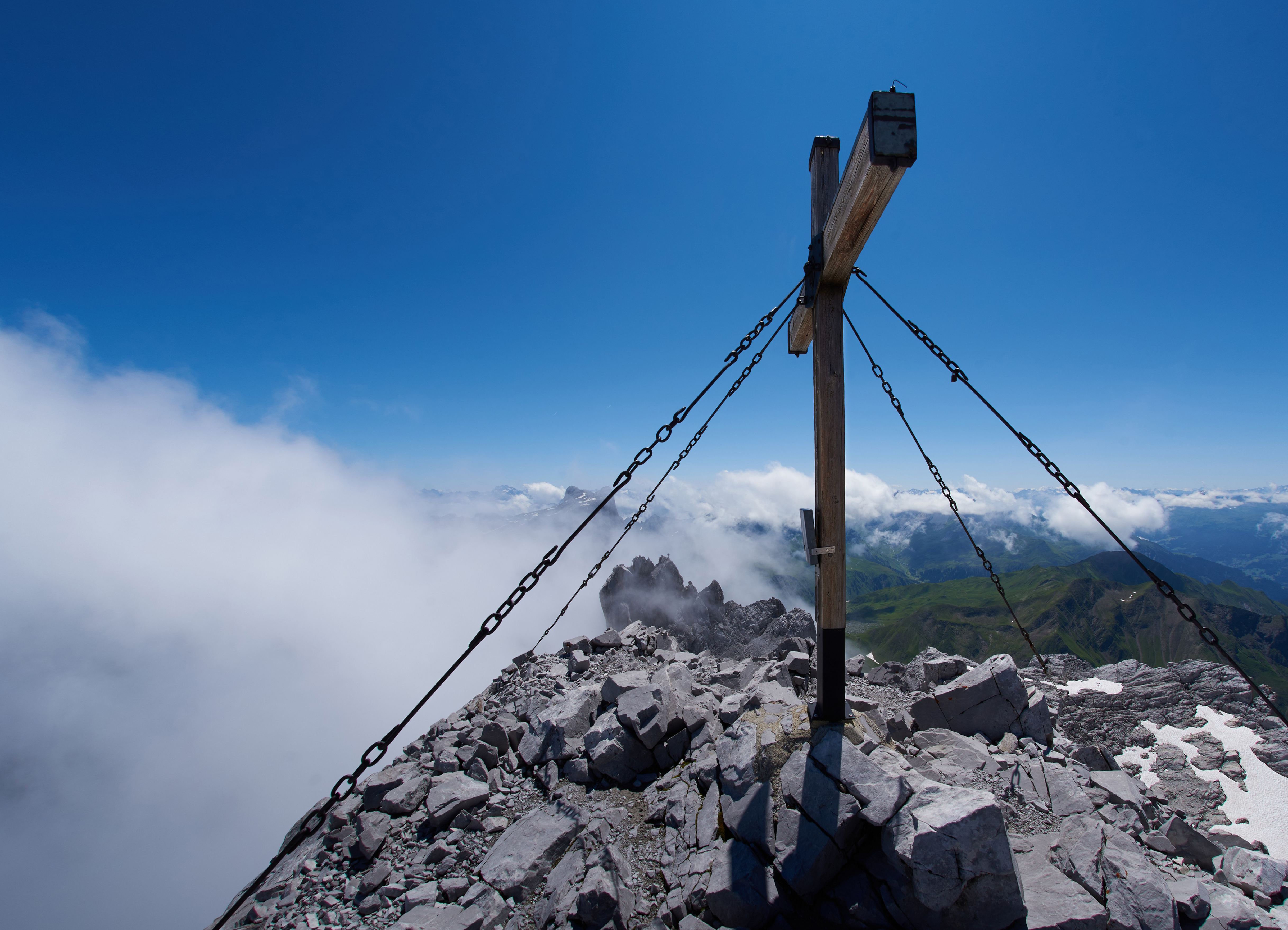
Gipfelkreuz Mittlerer Drusenturm
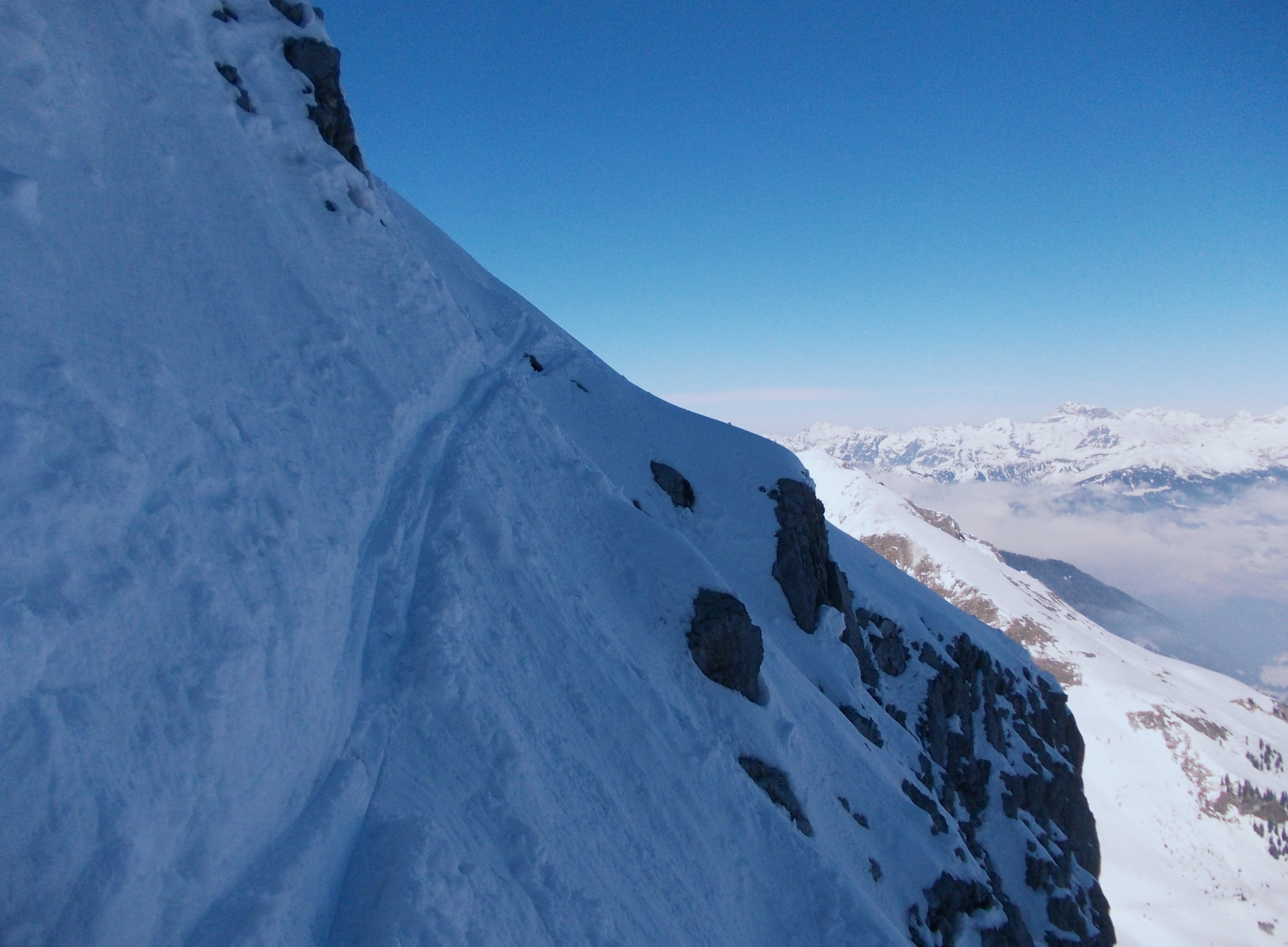
Die ausgesetzte Schlüsselstelle am Normalanstieg am Sporasattel im Winter